# Pareuplexia spectabilis
Pareuplexia spectabilis är en fjärilsart som beskrevs av Gustave Arthur Poujade 1887. Pareuplexia spectabilis ingår i släktet Pareuplexia och familjen nattflyn. Inga underarter finns listade i Catalogue of Life.